# Charm School Reject
Charm School Reject : Side A, noto semplicemente come Charm School Reject, stilizzato CHARM SCHOOL REJECT : SIDE A o CHARM SCHOOL REJECT, è il diciottesimo EP di Itsoktocry, pubblicato il 27 luglio 2018.
L'EP è supportato dal singolo Bi-Polar Freestyle.

## Antefatti
Il 25 maggio 2018, Itsoktocry pubblica il brano UP NOW, originariamente intitolato NOW, su SoundCloud. Dopo circa un'ora dalla pubblicazione del brano, lo stesso viene cancellato.
Il 2 giugno 2018, Itsoktocry rivela il nome dell'album tramite il suo profilo Instagram. L'EP è stato pubblicato ufficialmente il 27 luglio 2018 su SoundCloud, con l'inclusione di UP NOW.

## Promozione
Il 3 aprile 2019, Bi-Polar Freestyle diventa singolo insieme alla pubblicazione del video musicale sul canale Youtube "ＴＲＡＳＨ 新 ド ラ ゴ ン". Il 5 aprile, il singolo, unico estratto dall'EP, viene inserito nel primo album in studio Poshboy.

## Tracce
1. SEPHIROTH – 1:57 (testo: Larry – musica: Bobby Johnson Beats)
2. BI-POLAR FREESTYLE – 2:04 (testo: Larry – musica: Kudzu)
3. THUNDER2700 (feat. GutterBoySouz, Superlove) – 2:13 (testo: Larry, GutterBoySouz, Superlove – musica: Noah Gebera)
4. RIRI – 2:18 (testo: Larry – musica: Bobby Johnson Beats)
5. UP NOW (feat. Superlove) – 2:30 (testo: Larry, Superlove – musica: BORn.88)

## Formazione

### Musicisti
- Itsoktocry – voce, testi
- GutterBoySouz – voce, testi
- Superlove – voce, testi

### Produzione
- Bobby Johnson Beats – produzione
- Kudzu – produzione
- Noah Gebera – produzione
- BORn.88 – produzione